# Streaming Text Oriented Messaging Protocol
El protocol de missatges orientats a text (Streaming Text Oriented Messaging Protocol, amb acrònim anglès STOMP) simple (o en streaming), abans conegut com a TTMP, és un protocol basat en text senzill, dissenyat per treballar amb programari intermediari orientat a missatges (MOM). Proporciona un format de cable interoperable que permet als clients STOMP parlar amb qualsevol agent de missatges que admeti el protocol.
El protocol és molt similar a HTTP i funciona amb TCP mitjançant les ordres següents:
- CONNECTA
- ENVIAR
- SUBSCRIU-TE
- BAIXA LA SUBSCRIPCIÓ
- COMENÇAR
- COMPROMÈS
- ABORTAR
- ACK
- NACK
- DESCONNECTAR[3]

La comunicació entre el client i el servidor es fa a través d'un "frame" format per una sèrie de línies. La primera línia conté l'ordre, seguida de les capçaleres en la forma <clau>: <valor> (un per línia), seguida d'una línia en blanc i després el contingut del cos, que acaba amb un caràcter nul. La comunicació entre el servidor i el client es fa mitjançant un marc MISSATGE, REBUT o ERROR amb un format similar de capçaleres i contingut del cos.
Implementacions:
Aquests són alguns productes MOM que admeten STOMP:
- Apache ActiveMQ.
- Fuse Message Broker.
- HornetQ.
- Obre la cua de missatges (OpenMQ).
- RabbitMQ (agent de missatges, té suport per a STOMP).
- syslog-ng a través del seu connector de destinació STOMP.